# My Trúc
My Trúc (tiếng Trung: 麋竺; bính âm: Mi Zhu; 164- 223), tự Tử Trọng, là mưu sĩ, quan viên dưới trướng của Lưu Bị, vị vua khai quốc nhà Quý Hán thời Tam Quốc trong lịch sử Trung Quốc.

## Dưới quyền Đào Khiêm
My Trúc là phú thương ở Từ châu, làm người ung dung hào phóng, đôn hậu văn nhã, giỏi cưỡi ngựa bắn cung. Tổ tiên nhà họ My nhiều thế hệ kinh doanh khai khẩn ở huyện Cù, quận Đông Hải, trong nhà có đồng bộc, thực khách gần vạn người, tài sản hơn trăm triệu. Khi Đào Khiêm làm Từ châu mục (khoảng 190-192), lấy My Trúc làm Biệt giá lệnh.

## Đi theo Lưu Bị
Năm 194, Đào Khiêm bệnh nặng qua đời, My Trúc và Trần Đăng tuân theo di chúc của Đào Khiêm, đón Lưu Bị ở Tiểu Bái về làm chủ Từ châu. My Trúc từ đó phụ tá Lưu Bị, trở thành mạc khách. Không lâu sau, Lã Bố bị Tào Tháo đánh bại, đến Từ châu nương nhờ Lưu Bị.
Năm 196, Lã Bố thừa cơ Lưu Bị đang giao chiến với Viên Thuật, đánh lén Hạ Bi, tù binh người nhà Lưu Bị. Lưu Bị phải lui về Hải Tây. My Trúc liền đem em gái gả cho Lưu Bị, lại đem hai ngàn người cùng toàn bộ tài sản giúp Lưu Bị chiêu quân, vượt qua khó khăn. Tào Tháo muốn chiêu mộ My Trúc, phong Trúc làm thái thú Doanh quận, phong em trai là My Phương làm Bành Thành tướng, nhưng My Trúc, My Phương đều cự tuyệt.
Năm 201, Lưu Bị bị Tào Tháo đánh bại, muốn đến nương nhờ Kinh Châu mục Lưu Biểu, liền cử My Trúc đến gặp gỡ Lưu Biểu. Lúc này My Trúc cùng Giản Ung, Tôn Càn đều được Lưu Bị tịch làm Tả tướng quân Lệnh trung lang.
Năm 214, Lưu Bị làm chủ Ích châu, My Trúc được phong làm An Hán tướng quân, địa vị ở trên cả Quân sư tướng quân Gia Cát Lượng, đãi ngộ cao nhất trong quần thần, bởi vì trước kia My Trúc từng đem cả gia sản giúp đỡ Lưu Bị khi còn khó khăn, nên các quần thần đối với đãi ngộ của My Trúc đều không có dị nghị.

## Uất ức mà chết
Năm 219, Tôn Quyền xé bỏ minh ước, sai Lã Mông đánh lén Kinh châu. My Phương khi đó giữ chức thái thú Nam quận lại dâng thành đầu hàng, khiến đại tướng Quan Vũ thua trận, bị quân Ngô bao vây, phục kích, rồi bắt chém. My Trúc biết chuyện, tự trói hướng Lưu Bị thỉnh tội. Lưu Bị trái lại an ủi My Trúc, cho rằng tội của em không liên đới đến anh, vẫn đối đãi My Trúc như xưa.
Năm 221, My Trúc cùng Gia Cát Lượng liên hiệp dâng lời cầu Lưu Bị đăng cơ. Cùng năm, My Trúc vẫn vì chuyện My Phương phản bội mà hổ thẹn sinh bệnh, không lâu sau qua đời.

## Truyền thuyết
Trong Sưu thần ký có ghi lại việc My Trúc từng gặp Thiên thần, nhờ được thần chỉ điểm mà di dời gia sản, tránh được hỏa tai.

## Gia đình
- Anh em:
  - My Phương, em trai, từng giữ chức thái thú Nam quận, phản Hán hàng Ngô.
  - My phu nhân, em gái, gả cho Lưu Bị.
- Con cháu:
  - My Uy, con trai của My Trúc, quan đến Dũng sĩ trung lang tướng, giỏi cưỡi ngựa bắn tên.[2]
  - My Chiếu, con trai của My Uy, quan đến Hổ kỵ giám.[2]

## Trong văn hóa
Trong Tam quốc diễn nghĩa, My Trúc xuất hiện lần đầu ở hồi 11, là Biệt giá tùng sự dưới trướng Đào Khiêm, hiến kế cho Đào Khiêm cầu viện Khổng Dung, Điền Khải để chống Tào Tháo. Tiểu thuyết cũng ghi lại truyền kỳ về việc My Trúc gặp thần lửa (trong Tam quốc diễn nghĩa là Hỏa Đức tinh quân), nhờ hành vi đoan chính mà được chỉ điểm, cứu được gia tài.